# 王刚 (1975年10月)
王刚（1975年—），河南固始人，汉族，中华人民共和国政治人物、第十二届全国人民代表大会河南地区代表。毕业于北京对外经贸大学EMBA专业，2013年3月担任全国人大代表。2018年2月24日，当选为第十三届全国人大代表。